# 조직정치
조직정치(organizational politics)란 집단이 조직내에서 비록 자신이 추구하는 목표가 조직이 추구하는 그것과 상반된다 할지라도 권력을 바탕으로 자신의 의지를 관철하여 소기의 목적을 추구하는 것이다. 또한 비록 자신이 추구하는 바가 조직의 목표와 일치한다 할지라도 그것을 달성하기 위해 조직이나 집단 내에서 합의되지 않은 비윤리적이거나 정당하지 못한 방법을 사용하는 것을 말한다. 조직정치는 조직에 의해 인정될 수 없는 목표를 추구하기 때문에 허용되지 않은 영향력을 행사함을 의미하기도 한다.
Mayes& Allen은 조직정치를 수단/목적 매트릭스를 이용하여 설명한다. 여기서는 어떠한 행위가 정치적인 것인지의 여부와 이러한 정치적 행위들이 조직에 이로운 것인가를 판단하는 기준으로 수단과 목적을 제시하였다.
- 허용된 목적/허용된 수단: 권력은 조직내에서 일치된 목표를 추구하기 위해 정상적으로 사용된다. 예를 들어, 30% 이상 목표를 초과 달성한 사원에 대하여 약속대로 상여금을 지급하는 관리자의 행동이 이러한 유형의 범주에 들어간다.

- 허용되지 않은 목적/허용된 수단: 조직에서 인정하지 않는 목적을 추구하기 위하여 인정받은 수단으로 권력을 행사하는 과정을 나타낸다. 예를 들어, 부장이 회사 물품의 불법 반출을 눈감아주는 대가로 부하직원을 보다 좋은 자리로 이동시켜 주는 행위가 이 범주에 들어간다. 직무 이동은 조직이 부장에게 허가한 사안이기는 하지만, 목적의 측면에서 조직과는 관계없는, 오히려 조직에 해가 되는 면이 있기 때문이다.

- 허용된 목적/허용되지 않은 수단: 조직에서 유용한 목적을 추구하기는 하나, 방법의 측면에서 다소 문제가 있는 경우이다. 예를 들어, 납품업자들이 비록 자신이 생산하여 공급하는 물건에 대한 자신감이 있을지라도 경쟁업체에 뒤지지 않기 위해 금품을 상납하거나 아첨하고 경쟁업체를 비방하는 경우가 이러한 경우에 해당한다.

- 허용되지 않은 목적/ 허용되지 않는 수단: 권력 남용의 극단적인 모습으로 조직 내에서 인정되지 않는 목표를 추구하기 위해 역시 인정되지 않는 방법을 이용하는 것이다. 예를 들어, 개인적인 권력을 늘리기 위해 자신의 부사가 정원을 이미 초과했음에도 불구하고 계속해서 자신의 친구들이나 지인들을 새로운 사원으로 선발하고자 하는 경우이다.

## 조직정치 요인
조직정치가 발생하는 조건들 중 하나로 부족한 자원을 들 수 있다. 또한 자원의 부족과 함께 자원할당에 대한 의사결정이 모호하거나 복잡할 때, 혹은 공공규칙이 불충분할 때 조직정치는 번창하게 된다. 다시 말해서, 자원을 할당받을 가능성이 있는 사람들은 자원할당 의사결정에서 반드시 고려되어야 할 요인들에 영향력을 행사하기 위해 정치술을 이용하게 된다는 것이다. 이러한 이유로 조직변화는 정치적 행동을 조장하기 마련이다. 회사가 구식의 규칙들과 관행들을 버리고 신식의 것들을 수용해 가는 동안의 변화는 불확실성과 모호성을 야기한다. 이 기간 도안 종업원들은 그들이 가치 있게 생각하는 자원이나 지위, 그리고 자신의 이미지 등을 보호하기 위해서 정치적 전략을 활용한다.
또한 조직이 조직정치를 용인하거나 투명하게 지지할 경우에 조직정치가 빈번해진다. 회사는 종종 가장 정치슬이 뛰어난 사람을 진급시키지만, 그것이 회사를 운영하는 재능이 가장 뛰어남을 의미하지는 않는다. 아무런 제재가 없다면, 조직은 조직정치 풍토가 팽배하게 되어 구성원들이 회사에서의 역할을 채우기보다 그들 자신을 보호하는데 더 집중하게 되며, 결국 조직을 마비시킬 수 있다. 즉 정치적 행동을 지지해 주는 조건들이 변하지 않는 한 정치적 활동들은 자기강화를 지속하게 된다.
한편, 모든 집단과 조직이 똑같이 정치적으로 행동하는 것은 아니다. 어떤 조직에서는 정치적 행동이 눈에 띄게 활발히 나타나는가 하면, 어떤 조직에서는 별다른 정치적 행동 없이 조직이 잘 움직이고 있다. 왜 이러한 차이를 보이게 되는 것일까? 최근의 연구조사 결과를 보면 조직내의 정치적 행동을 자극하는 몇 가지 요인이 있다는 것이 밝혀졌다. Robbins&Judge가 제시한 조직정치의 요인에서 보는 바와 같이, 그림에 있는 요인들은 조직을 구성하고 있는 사람들의 독특한 성격에 기인하는 개인적 요인과 조직의 문화적 요인으로 나누어 볼 수 있다.

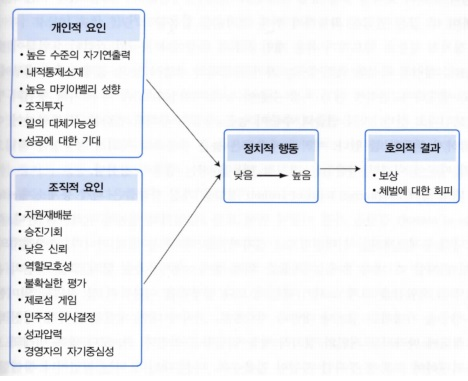
조직정치의 요인

### 개인적 요인
몇몇 개인적 특성들은 개인의 조직정치 관여 동기에 영향을 미친다. 일부의 사람들은 사회적 힘에 반대된 의미의 개인적 힘에 대한 강한 욕구를 가지고 있다. 개인적 힘에 대한 욕구가 강한 사람들은 자신들의 이익을 위하여 권력을 즐기며 자신들의 경력 향상을 포함한 개인적 흥미를 충족시키기 위해 힘을 행사한다. 반면 사회적 힘에 대한 욕구가 강한 사람들은 타인을 돕기 위한 수단으로써 힘을 소유하고자 하며, 사회의 발전이나 조직의 효과성 향상 등을 도모한다. 그들은 자신들의 이익을 위하여 권력을 추구하며 더 많은 권력을 획득하기 위해 정치술을 활용한다.
정치적 행동을 일으키기 쉬운 개인 차원의 특성이나 욕구와 관련된 요인들이 밝혀졌는데, 개인적 특성의 측면에서는 자기 연출력의 수준이 높고, 통제소재가 내부에 있다고 생각하며, 권력에 대한 욕망 수준이 높은 사람일수록 좀 더 정치적 행위의 양상을 보인다고 한다. 자기연출력 수준이 높은 사람은 사회적 변화를 잘 파악하여 이에 적절하게 행동할 줄 안다. 이러한 사람들은 높은 수준으로 사회적 적응성을 지니고자 하기 때문에 이러한 사람들은 정치적 행동을 하는 경향이 강하다.
내적 통제소재(internal locus of control) 경향을 가진 사람들은 외적 통제소재(external locus of control) 경향을 가진 이들에 비해 보다 더 정치적 행동에 관여하려 한다. 이것은 내적 통제소재자들이 태생적으로 정치적임을 의미하는 것이 아니라, 조직정치의 조건이 존재할 때 내적 통제소재자들은 외적 통제소재자들과는 달리 그들 자신의 운명에 대한 책임감을 크게 느끼기 때문에 보다 영향력을 이용하려 할 것임을 의미한다.
성공을 기대하는 정도나 대안의 지각정도, 조직에 대한 개인의 물리적, 정신적 투자 정도에 따라서도 개인의 정치적 행동에 영향을 미친다. 즉, 보다 많은 미래의 보상을 기대하여 조직에 투자한 자원이 많을수록, 다른 대안이 되는 직업이나 참여할 수 있는 조직의 범위가 넓을수록 모험적으로 조직내에서 정치적 행동을 벌일 수 있다.
비합법적인 수단을 이용해서라도 성공해야겠다는 생각이 적을수록 조직내에서의 정치적 행동에 매력을 느끼지 못할 것이다. 반대로 어떠한 수단과 방법을 동원해서라도 자신의 의지를 관철시키겠다는 생각을 많이 가지고 있을수록 조직내에서 보다 많은 정치적 행동을 하게 된다.
이외에도 마키아벨리주의의 가치를 강하게 신봉하는 이들이 있다. 이들은 정당한 수준 이상의 권력을 소유하려 하며, 그들의 목적을 달성할 수만 있다면 기만술도 자연스럽고 수용할 만한 방법이라고 믿는다. 또한 그들은 동료를 거의 신뢰하지 않으며 자신들의 목적달성을 위해 상사를 무시하거나 독단적인 태도를 취하는 등 보다 노골적으로 영향력을 행사하려는 경향을 가지고 있다.

### 조직적 요인
정치적 활동은 개인적 차원에서보다는 조직적 차원에서 더욱 빈번하게 발생한다. 조직이 보유한 자원이 수요에 비하여 부족할 경우 정치적 행동이 표면화된다. 또한 신뢰가 낮고 역할모호성이 심하며 불명확한 성과평가가 이루어지는 조직문화에서는 자신이나 자신이 속한 집단의 이익을 위한 정치적 행동이 증가한다. 민주적 의사결정 시스템, 성과달성의 강한 압박감 등도 조직정치를 키우게 된다.
조직이 효율성을 높이기 위해 조직축소를 하고자 할 경우에는 구성원들이 조직에서 구할 수 있는 자원의 감소라는 위협이 수반되는데, 이러한 경우에도 자신들이 가지고 있는 자원의 보호를 위해 정치적 행동을 하게 되거나 조직내 집단 간 혹은 개인 간의 갈등이 증폭된다. 조직내에서의 신뢰가 낮을수록, 정치적 행동의 수준이 증가하고 또한 정치적 행동 중애서도 조직이 허용하지 않은 목적 및 수단을 추구하는 불법적 정치적 행동이 증가한다. 따라서 상호간의 높은 신뢰는 일반적으로 조직내에서의 정치적 행동을 억제하고, 특히 불법적인 행동을 억제한다.
역할모호성은 역할이 명확하거나 일관성 있는 기대없이 수행되는 상태 또는 현상을 의미한다. 따라서 역할모호성이 커지면 구성원들의 정치적 행동의 범위나 기능에 관한 제한이 거의 없는 상태가 된다. 정치적 행동은 행위자의 공식적인 역할로 인정되지 않는 것이기 때문에 역할모호성이 커지면 그만큼 더 정치적 행동의 개연성이 증가한다.
조직이 평가에 있어서 주관적인 기준을 사용하거나 단일한 척도를 이용한 평가를 강조할수록 구성원들의 정치적 행동의 가능성은 높아진다. 주관적 평가기준은 모호함을 만들어낼 수 있으며, 단일한 척도의 성과평가는 구성원들로 하여금 단지 해당 척도에만 맞는 '보기 좋은'결과를 추구하게 하는 경향을 갖게 하기 쉽다.
조직의 문화가 보상의 분배에 있어서 '제로섬(zero-sum)' 혹은 '윈-루즈(win-lose)'접근법을 취할수록 조직의 구성원들은 조직정치의 필요성을 강하게 느낀다. 제로섬 접근법에서는 보상을 하나의 고정된 '파이(pie)'로 인식하고, 따라서 한 사람 혹은 한 집단이 얻은 보상은 다른 집단의 희생을 의미한다고 보고 있다. 이러한 관행은 다른 구성원들에 대하여 나쁜 감정을 유발하게 하고 서로간의 경쟁과 갈등을 증폭시키기도 한다.
민주적 의사결정 시스템이 조직정치를 유발시킨다. 경영자들은 종업원들을 의사결정에 참여시킴으로써 현장에서 필요로 하는 것에 대한 정보를 얻을 뿐만 아니라 의사결정의 질을 높이도록 교육받았다. 그러나 의사결정 내용이 일방적으로 전달되던 전제적 의사결정 시스템일 경우에는 집단의 이해관계가 반영되기 어려웠지만, 민주적 의사결정 시스템에서는 구성원들이 자신들에게 유리한 의사결정이 되게 하기 위하여 많은 조직정치를 해야만 했다. 따라서 조직정치가 민주적 의사결정 시스템에서 증가함을 알 수 있다.
구성원들이 좋은 성과를 내야 한다는 압박감이 강할수록 정치적 행동을 하기 쉽다. 즉, 구성원들이 결과물에 대한 책임감을 지니고 있을 때, 이 책임감은 그들로 하여금 결과를 보기 좋게 만들어야 한다는 부담을 지워주게 되므로, 좋은 결과를 야기하기 위한 동기로 작용함과 동시에 결과에 대해 보다 좋은 평을 얻기 위해 정치적 행동을 하게 되기 쉽다.

## 조직정치의 차원
조직 내 정치적 행동은 주로 개인 차원에서 발생하지만, 집단 차원이나 네트워크 차원에서 발생하기도 한다.

### 개인 차원
개인 차원에서는 정치적 측면이 명확하게 노출되지 않고 복잡하게 얽혀 있는 경우가 많지만, 개별차원의 정치적 행동은 개인적 관심사가 제시 되면 즉각 알 수 있게 된다.

### 집단 차원
공통관심사로 뭉친 집단, 즉 연합체(coalition)는 특정 이슈를 적극적으로 해결하기 위해 구성된다. 추구하는 목표가 달성되면 해체되므로 멤버의 구성이나 지속기간이 임시적이라는 특성이 있다.

### 네트워크 차원
특정 이슈 해결에 한정된 집단차원의 정치적 행동과는 달리 구성원들의 일반적 또는 공통적 관심사항에 대한 사회적 지지를 받기 위해 느슨히 연결되어 발휘된다. 정치적 측면에서 보면, 집단차원의 행동이 이슈 지향적인데 비해 네트워크차원의 행동은 인간 지향적이며 또한 집단차원에 비해 폭넓은 문제를 다룬다는 특징이 있다.
|             | 개인 차원                                | 집단 차원                               | 네트워크 차원                             |
| ----------- | ---------------------------------------- | --------------------------------------- | ----------------------------------------- |
| 차원별 특성 | 개별차원의 일반적인 관심사항에 대한 추구 | 특정 이슈에 대한 집단적 관심사항의 추구 | 일반적 관심사항에 대한 연합적 차원의 추구 |

## 조직정치의 전술
영향력 전술은 다른 사람의 태도와 행동에 영향을 주기 위해서 의도적으로 사용되는 정치적 전술의 유형을 말한다.이러한 영향력 전술은 크게 전술의 근본적인 목적에 따라 정치적 전술과 인상관리 전술로 구분이 된다.

### 정치적 전술
정치적 전술은 조직 의사결정에 영향을 미치거나 개인 혹은 집단에게 이로운 결정을 위해 의사결정에서의 절차나 결정의 주체에 영향을 주는 행동을 의미한다.이러한 정치적 전술을 구성하는 정치 전술들은 다양하며, 연구자들마다 그 정의가 상이하다.
Madison 등 (1979)은 조직에서 가장 많이 사용되고 있는 일반적인 정치 전술을 그 빈도순으로 타인에 대한 공격 및 비난, 정치적 도구로써의 정보 이용, 호의적인 이미지 창조, 자신의 지지기반을 확충하는 활동, 타인을 칭찬하여 환심을 사는 행동, 권력 있는 연합체 생성, 영향력 있는 사람들과 연합, 상호 의존관계 형성 등 8가지로 구분하였다.
Wilkinson & Kipnis (1980)는 총 8가지 유형으로 정치적 전술을 구분하였다. 자신이 원하는 것을 반복적으로 확인하며 이루어 가는 소신적극형(Assertiveness), 상대방에게 호감을 갖게 만드는 환심사기형(Ingratiation), 논리적으로 상대방을 설득시키는 합리주의형(Rationality), 성과평가나 임금인상을 빌미로 위협을 가하는 방해위협형(Sactions), 상호간에 정치적 이익을 교환하는 거래-교환형(Exchange), 차상위자의 힘을 빌려 사용하는 우회-소통형(Upward Appeal), 자기중심적 방어기제를 발휘하는 자기방어형(Blocking), 지지자들을 규합하여 힘을 발휘하는 연합 전술형(Coalitions)으로 세분화하였다.
Yukl(2006)은 정치적 전술의 세부 유형을 다음과 같이 분류하였다.
- 합리적 설득(Rational Persuasion) 제안이나 요구가 실행 가능하고 중요한 과업 목표를 달성하는 데 적절하다는 것을 보여주기 위해 논리적 주장과 사실에 관한 증거를 사용

- 통고(Apprising) 요구를 실행하거나 제안을 지지하는 것이 대상에게 개인적으로 어떻게 이익이 되는지 그리고 대상의 경력개발에 어떻게 도움이 될 것인지 설명

- 영감에 의한 호소(Inspirational appeals) 제안이나 요구에 대해 대상의 몰입을 얻기 위해 가치 또는 이상에 호소하거나 대상의 정서를 자극하려고 노력

- 협의(Consultation) 대상을 격려하여 개선점을 제안하도록 하거나 대상의 지지와 지원이 요구되는 변화나 활동에 대한 계획을 세우는데 도움

- 협력(Collaboration) 대상이 요구를 실행하거나 제안된 변화에 승인하는 경우 적절한 자원과 지원을 제공할 것을 제안

- 비위 맞추기(Ingratiation) 영향력을 시도하기 전이나 시도하는 동안에 칭찬이나 듣기 좋은 말을 하거나 어려운 요구를 실행하는 대상의 능력에 대한 신뢰감 표명

- 개인적 호소(Personal appeals) 대상에게 요구를 실행하거나 제안을 지지하도록 우정에 호소하거나, 요구하는 것이 무엇인지를 말하기 전에 개인적으로 부탁

- 교환(Exchange) 인센티브를 제공하거나, 호의의 교환을 제안하거나, 영향력 주체가 요구하는 것을 대상이 한다면 나중에 보답할 의향이 있음을 표명

- 연합(Coliation) 대상이 어떤 것을 하도록 설득하기 위해 다른 사람들의 도움을 모색하거나 대상의 동의를 얻기 위해 타인의 지지를 이용

- 합법화(Legitimation) 규칙, 공식적 방침 또는 공식문서 등을 언급함으로써 요구의 적법성을 확립하거나 요구를 할 수 있는 권한을 입증하기 위해 노력

- 압력(Pressure) 대상에게 요구를 실행하도록 영향을 미치기 위해 요구, 위협, 빈번한 확인 또는 지속적인 독촉을 사용

### 인상관리 전술
인상 관리 전술(impression management)이란 사람들이 자신의 이미지나 생각에 대한 다른 사람들의 반응을 통제하고 조절하려는 것을 의미한다.칭찬하기, 비위맞추기, 자신의 업적이나 재능에 대해 자랑하기 등이 이에 해당된다.사람들은 타인에게 영향력을 끼치기 위해 이러한 인상관리 전술을  의도적으로 활용한다.

## 조직정치의 영향

### 긍정적 영향
조직정치는 정치적 기술이 뛰어난 소수에게만 이익을 가져다 주지 않는다. 긍정적 조직정치는 경쟁력 있는 이점을 제공하는 토대가 될 수 있다. 정치적 기술이 높은 단계에선 고용인들을 관리하면 고용인들은 업무를 신뢰, 자신감 그리고 성실성을 가지고 행동한다. 성숙한 조직정치 기술은 개인의 발전과 팀의 성공으로 이끌며, 조직 변화와 환경적응을 가능하게 한다.
또한 조적정치는 조직과 개인의 이익을 위한 도구로서의 기능을 강조하며, 조직 내 인간이 가지는 자원이 위협받고 상실되게 될 때 또는 투자된 자원의 보상이 기대보다 낮을 때 부정적 결과가 초래된다고 보는 자원보존이론의 관점에서 조직정치행위에 대한 투자를 통해 개인의 자원손실 혹은 자원증가를 가져오는 기회를 제공하기도 한다. 그 결과 가용 자원이 한정되어 있는 조직 내에서 자신들의 이익을 극대화하기 위한 전략적 행동으로서의 조직정치행동은 긍정적으로 평가된다.

### 부정적 영향
대부분의 학자들은 조직정치는 부정적 영향을 끼친다고 생각한다. 조직정치 같은 이기적 행위는 조직으로부터 공식적으로 허용되거나 폭 넓게 수용되는 행동이 아니며, 겉으론 조직을 위한 행동으로 보이지만 실제는 개인 또는 무리의 이익을 위해 계획된 행동이기 때문에 조직 내 불화와 갈등을 조장하게 된다. 특히 정치적 분위기가 강하게 조성될 경우 구성원들이 목표달성을 위해 은폐, 허위보고, 유언비어 유포 등 불법적 수단을 사용하는 경우가 많이 발생한다. 결국 조직정치는 직위에 대한 신뢰 저하, 자격이 부족한 구성원의 승진, 성과 저하 등 조직과 구성원에게 부정적 영향을 미치는 것으로 보고되고 있다.

## 조직정치의 관리

### 자원의 관리
조직정치가 발생하는 가장 큰 이유는 자원의 희소성이기 때문에 조직정치를 관리하기 위해선 자원의 관리가 필요하다. 주요 자원에 대한 충분한 공급을 보장하여야 한다. 적용하기는 쉽지 않지만 충분한 재고와 자본을 보장하는 것은 가능하다. 자원의 부족현상이 불가피할 경우 자원의 활용에 대한 명확한 규정과 규칙을 도입하여야 한다.

### 결탁집단의 관리
조직 내에서 역기능적인 역할을 하는 기존의 결탁집단을 제거 또는 분열시킨다. 개인적인 권력욕구보다는 조직의 목표에 전념할 수 있는 비정치적인 태도에 대한 평가를 승진을 결정하는 중요한 요인들 중 하나로 이용해 새로운 결탁집단을 미연에 방지하여야 한다.

### 제도의 불확실성 감소
조직정치를 관리하기 위해 성과에 대해 적정히 보상할 수 있는 제도적 기반을 갖추어야 한다. 조직정치에서는 공공조직이 가지고 있는 법적제약과 보상체제의 특성을 주의 깊게 고려할 필요가 있다. 성과에 대한 보상이 적정하게 이루어지지 못하는 상태에서 성과관리를 강조할 경우, 조직 내에서 안정적인 권력기반을 가지고 있지 못하거나 영향력을 행사할 효과적인 수단을 가지고 있지 못한 하위직의 구성원들은 조직정치를 더 높게 지각하고 부정적인 영향을 받을 가능성이 크다고 한다. 따라서 공공조직은 새로운 보상체계와 조화를 이룰 수 있도록 제도를 보완하고 조직분위기를 쇄신하고 보상체계를 개선하는 등의 노력이 필요하다.

### 상위목표 도입
조직정치를 관리하기 위해 상위목표를 도입하여야 한다. 이는 상위 다섯 가지의 목표와 우선순위를 작성함으로써 시작된다. 부서를 바꾸거나, 돈을 더 벌거나, 책임감을 좀 내려놓거나, 당신의 전문분야를 위해 찾는 사람이 되는 것 등이 포함된다. 다음은 6개월 동안 가장 많은 시간을 썼던 일과 가장 걱정했던 5가지에 대해 쓰는 것이다. 그것들이 매치하지 않는다면 당신은 동료의 목표에 휩쓸린 것이다. 다음으로 당신의 목표를 우선시해야 한다. 어떤 것이 지금 당장 더 중요한지 결정하고 그것을 얻기 위해 누구를 설득해야하는지 생각해 보아야한다.

### 조직공정성 구현
Ferris, Gerald R.외 5명(1996)은 조직정치지각이 높을수록 조직 내 승진, 임금과 같은 결과의 분배가 조직정치에 의한 것이며 절차 역시 정 치적 구도에 의해 불공정하게 이루어질 것이라고 인식하는 경향이 있다고 밝혔다.
따라서 조직공정성은 조직 내의 정치적 행동을 관리하는데 중요한 도구가 될 수 있다. 조직공정성은 크게 보상이나 칭찬 등의 자원 분배에 대한 분배 공정성, 조직의 성과에 영향을 미치는 절차 공정성, 서로 간 신중하고 예의 있게 대우를 해줘야한다는 상호 작용 공정성으로 나뉜다.
조직정치 지각은 조직공정성과 부의 관계를 가지기 때문에 세 가지의 조직공정성이 지켜지지 않으면 정치적 행위가 활발해질 가능성이 높아질 수 있으므로 조직공정성이 구현되어야 한다.

### 네트워크 구축
성공적인 조직 정치는 관계에서 시작된다. 동료들의 지지 혹은 최소한 그들의 존중이 필요하다는 것이다. 경영 심리학자 karissa thacker는 관계는 상호성을 기반으로 만들어지며 먼저 호의를 보여주면 90%의 사람들은 은혜를 갚을 것이고 마찬가지로 누군가를 배제하거나 그들의 진행을 막는다면 비슷한 대우를 받을 것이라고 하였다. 또한, 정치적 갈등이 발생하기 전에 강력한 동맹을 만들어야 한다. 강력한 동맹을 맺음으로써 정보를 공유해 정치적인 이슈 같은 것을 놓치는 일을 줄일 수 있기 때문이다.

## 조직정치의 사례

### 경찰

#### 연구 목적
경찰 역시 성과평가로 인해 부정적 측면들이 다양한 연구들을 통해 제시되고 있다는 점에서 이 연구는 경찰공무원의 조직정치에 대한 지각이 직무만족이나 조직몰입과 같은 직무태도에 영향을 미치는 지를 살펴보는 것을 목적으로 한다.

가설 1: 경찰공무원의 조직정치지각은 직무만족에 부적(-) 영향을 미칠 것이다.

가설 1-1: 경찰공무원의 상사행동은 직무만족에 부적(-) 영향을 미칠 것이다.

가설 1-2: 경찰공무원의 동료행동은 직무만족에 부적(-) 영향을 미칠 것이다.

가설 2: 경찰공무원의 조직정치지각은

가설 2-1: 경찰공무원의 상사행동은 감정몰입에 부적(-) 영향을 미칠 것이다.

가설 2-2: 경찰공무원의 상사행동은 계속몰입에 부적(-) 영향을 미칠 것이다.

가설 2-3: 경찰공무원의 상사행동은 규범몰입에 부적(-) 영향을 미칠 것이다.

가설 2-4: 경찰공무원의 동료행동은 감정몰입에 부적(-) 영향을 미칠 것이다.

가설 2-5: 경찰공무원의 동료행동은 계속몰입에 부적(-) 영향을 미칠 것이다.

가설 2-6: 경찰공무원의 동료행동은 규범몰입에 부적(-) 영향을 미칠 것이다.

#### 연구 결과
분석결과 조직정치 지각의 하위변수인 동료행동의 경우 직무만족과 조직몰입에 부분적으로 부적(-) 영향을 나타낸 반면, 조직정치지각의 하위변수인 상사행동은 직무만족과 조직 몰입의 일부에 정적(+) 영향을 미치는 것으로 나타났다.측정도구와 변수 그리고 연구방향이 다르긴 하나 조직정치라는 조직 내 하나의 현상에 대한 조직구성원의 지각에 있어 동료행동에 대해 부정적으로 나타났다는 점에서 경찰조직 내 동료간 연구에도 관심을 기울일 필요가 있을 뿐만 아니라 조직정치지각을 낮출 수 있는 전략적인 인사관리 및 조직 관리 방안이 필요하다.

#### 조직 정치에 영향을 미친 조직의 특성
경찰조직은 민간영역과는 달리 국민의 생명 ·신체·재산의 보호라는 목적을 바탕으로 공공질서를 유지하는 공익적 특성을 지니며, 공공의 안녕과 질서유지를 위해 위험성·돌발성·기동성 등과 같은 경찰업무의 특수성을 지니고 있다. 실제 경찰공무원은 살인, 강도, 성폭력 등의 강력사건 현장을 지속적으로 다루고 있으며, 강력범죄의 피해자들을 목격하기도 하는데, 이러한 경찰업무의 특수성으로 인해 경찰공무원들은 스트레스나 피로 등을 느끼며, 이러한 결과들은 경찰공무원들에게 직무에 대한 만족도나 몰입도를 저하시키는 요소로 작용한다. 이같은 특성으로 인해 경찰 조직은 다른 일반적인 조직과 차별성을 보인다.

### 공무원

#### 연구 목적
그간 행정학분야에서 활발하게 논의되지 않았던 ‘조직 내
정치 인식’에 대한 이론적인 논의와 함께 정부조직 구성원을 대상으로 한 조직정치 인식의 존재
양식 및 그 영향요인의 실증적 규명을 목적으로 한다. 이를 위해 다음과 같은 질문에 답을 구한
다. 첫째, 조직정치인식의 정의 및 개념적 구성요소는 무엇인가? 둘째, 정부조직에서 조직정치
인식의 존재양식은 어떠한가? 셋째, 조직정치 인식에 작용하는 영향요인은 무엇이며, 그러한 요
인이 갖는 영향력의 차별성은 어떠한가? 마지막으로 이들 영향요인의 차별성이 조직관리 측면
에서 갖는 함의는 무엇인가?

#### 연구 결과
조직정치 인식의 존재양식은 성별, 직급별 조직정치 인식에 통계적으로 유의미한 차이가 나타나지 않은 반면, 학력과 연령에 있어 차이가 있었다. 남성과 여성의 인식은 이론적 논의와의 그 방향성에 있어서의 일치에도 불구하고 통계적으로 유의미한 수준은 아니었으며, 직급의 경우 일정한 형식 없이 통계적 유의미성도 확인되지 않았다. 학력과 연령에 있어서는 석사이상 학력자가 조직정치에 대한 인식 정도가 높고, 20대에서 조직정치에 대한 인식이 낮게 나타나 이론논의와 동일한 방향성을 보였다. 또한 조직구성원의 정치인식에 있어서 집권화, 권력욕구, 직무모호성, 외부통제위치, 승진기회, 학력, 연령 등이 영향을 미치는 것으로 나타났다. 즉 조직에서 권력이 상층부에 집중되어 있을수록, 업무와 책임이 명확히 규정되어 있지 않을수록, 승진기회가 적을수록 조직구성원은 자신이 속한 조직을 정치적으로 인식하는 것으로 확인되었다. 심리적으로는 권력욕구가 높을수록, 자신의 상황에 대한 통제력이 외부에 있다고 생각할수록 조직의 정치성을 높게 인식하는 것으로 나타났다. 또 인구통계변수인 학력이 높을수록, 그리고 나이가 많을수록 조직내 정치에 대한 인식이 높았다.

#### 조직 정치에 영향을 미친 조직의 특성

##### 집권화
집권화가 조직정치 인식에
가장 큰 영향을 미친다는 본 연구의 결과는 집권화의 완화필요성에 또 하나의 근거를 더한다.그간 우리나라 행정조직의 두드러진 특성으로 논의되어 온 집권화는 자율성의 결핍에 따른 개인의 무력감 증대와 사기저하 및 조직몰입 저해 요소로 지적되어 왔으며, 집합적 차원에서는 혁신 및 변동에 대한 저항을 가져오는 요인으로도 지목되는 등 그 부정적인 영향력이 논의되어왔다.

##### 직무모호성
한편, 직무모호성의 경우, 누가 무엇을 해야 하는지에 대한 명확한 인식의 공유가 없을 경우,서로 다른 견해를 가진 구성원들간의 충돌가능성은 높아진다. 이 때 충돌을 완화시키는 방법으로 정치적 행위를 하게 될 유인이 생기고, 이는 조직에서의 결정이 합리적인 규칙에 의하는 것이 아니라 정치적으로 이루어진다는 인식의 여지를 확대한다. 정부관료제는 그 특성상 목표가 명확하지 않고 성과의 측정가능성이 낮아 일정부분의 직무모호성은 불가피한 면도 없지 않다.

##### 승진기회
승진기회가 조직정치인식에 갖는 영향력과 관련하여 몇 가지 중요한 시사점이 발견된다. 승진은 구성원의 사기와 동기부여 측면에서 중요한 자원이라는 논의에 더하여, 본 연구를 통해 조직 내 정치인식에 상당한 영향을 미친다는 사실이 확인되었다.사실, 계서제를 바탕으로 한 관료제 구조 하에서 ‘승진’이라는 자원을 무조건 늘리는 것은 가능하지도, 바람직하지도 않다. 따라서 승진이 정치인식에 영향을 미치기 때문에 승진기회를 늘려야 한다는 대안은 현실적이지 않다. 여기서 주목해야 할 것은 승진을 둘러싼 절차적 공정성이다.

### 항공사 객실 승무원

#### 연구 목적
조직이 변화하는 환경에 적응하면서 지속적인 성장발전을 하기 위해서는 경영혁신과 업무개선, 효율화 등의 노력들이 요구된다. 그런데 조직 내에서 이러한 노력을 수행하는 주체는 결국 사람이기 때문에 구성원의 적극적인 참여와 협조 없이는 불가능하다. 따라서 본 연구는 항공사의 조직관리 측면에서 조직정치지각과 조직공정성, 혁신행동의 인과관계를 밝힘으로써 중요성을 인식시키고 항공사의 관리자들에게 새로운 경영관리 방향을 제시하고자 하는 목적으로 수행하였다.

#### 연구 결과
실증분석의 결과를 요약하면 다음과 같다.

첫째, 항공사 객실 승무원들이 지각하는 팀 내 조직정치에 대한 지각은 조직공정성과 혁신행동에 유의한 부(-)의 영향을 미치는 것으로 나타났다. 이러한 결과는 선행연구의 결과와 일치하는 것으로 팀 내 구성원들이 조직정치를 높게 지각할수록 조직공정성을 낮게 지각하게 되는 것을 의미한다. 따라서 항공사 객실 승무원이 조직정치를 지각하게 된다면 보상의 정도를 불공정하게 인식하거나 낮게 지각하게 될 가능성이 높으며, 실제로 조직 내에서 조직정치로 인해 본인의 노력과 의지에 반하는 왜곡된 결과가 발생할 경우 상실감과 불신감 등 부정적인 요소들과 상호작용하게 된다.

둘째, 조직공정성은 혁신행동에 유의한 정(+)의 영향을 미치는 것으로 나타났다. 이러한 결과가 시사하는 점은 조직차원에서 공정성을 지각한 종사원들은 새로운 아이디어의 개발, 실현하는 자발적인 특성을 통해 창의적인 혁신적 행동을 발휘하게 됨을 의미한다고 할 수 있다. 따라서, 항공사에 종사하는 경영관리자들은 내부 조직관리 및 인적자원관리측면에서 객실승무원들이 조직의 시스템이 공정하게 인식될 수 있도록 좀 더 투명하고 합리적인 인사시스템을 구축할 필요가 있다.

셋째, 조직공정성은 팀 내 객실승무원들이 지각하는 조직정치와 혁신행동 간에 관계에서 부분매개효과를 나타내고 있음을 검증하였다. 조직 구성원들이 조직에 대한 자신의 기여와 투입에 대해 공정한 분배가 이루어질 것으로 판단할 경우 혁신행동을 유발할 수 있으나, 팀 내 조직정치로 인해 불공정성 지각이 증가될 경우 혁신행동을 저해하게 됨을 의미한다고 볼 수 있다.